# Antimargarita powelli
Antimargarita powelli is een slakkensoort uit de familie van de Margaritidae. De wetenschappelijke naam van de soort is voor het eerst geldig gepubliceerd in 2009 door Aldea, Zelaya & Troncoso.